# 1801 في الولايات المتحدة
فيما يلي قوائم الأحداث التي وقعت خلال عام 1801 في الولايات المتحدة.

## سياسة

### تعيين في المنصب
- 1 يناير – إدوارد ليفينغستون عمدة مدينة نيويورك.
- 1 يناير – روبرت سميث الأمين العام.
- 1 يناير – صموئيل دكستر وزير الخزانة الأمريكي.
- 10 يناير – ويليام هنري هاريسون حاكم إنديانا [الإنجليزية]‏.
- 31 يناير – جون مارشال رئيس المحكمة العليا للولايات المتحدة.
- 4 مارس – توماس جفرسون رئيس الولايات المتحدة.
- 5 مارس – ليفي لينكون وزير الخارجية الأمريكي.
- 5 مارس – هنري ديربورن وزير حرب الولايات المتحدة.
- 2 مايو – جيمس ماديسون وزير الخارجية الأمريكي.
- 14 مايو – ألبرت غالاتين وزير الخزانة الأمريكي.
- 25 مايو – وليم تشارلز كول كليبورن حاكم ميسيسيبي [الإنجليزية]‏.
- 1 يوليو – جورج كلينتون حاكم نيويورك [الإنجليزية]‏.

### انتهاء فترة المنصب
- 1 يناير – ستيفن فان رينسيلار نائب حاكم نيويورك [الإنجليزية]‏.
- 31 يناير – صموئيل دكستر وزير حرب الولايات المتحدة،وزير الخزانة الأمريكي.
- 19 فبراير – تشارلز لي نائب عام الولايات المتحدة.
- 3 مارس – ريتشارد باسيت حاكم ولاية ديلاوير [الإنجليزية]‏.
- 3 مارس – هنري لي الثالث عضو مجلس النواب الأمريكي.
- 3 مارس – وليم تشارلز كول كليبورن عضو مجلس النواب الأمريكي،عضو مجلس النواب الأمريكي.
- 4 مارس – أبيجيل آدامز السيدة الأولى للولايات المتحدة.
- 4 مارس – جون آدامز رئيس الولايات المتحدة.
- 4 مارس – جون مارشال وزير الخارجية الأمريكي.
- 31 مارس – بنجامين ستودرت الأمين العام.
- 1 مايو – ليفي لينكون وزير الخارجية الأمريكي.
- 30 يونيو – جون جاي حاكم نيويورك [الإنجليزية]‏.

## مواليد

### يناير
- 1 يناير – وليام ليغيت كاتب أمريكي.
- 11 يناير – بيتر ف كوزي سياسي أمريكي.

### فبراير
- 7 فبراير – أوفيد بتلر سياسي أمريكي.

### أبريل
- 1 أبريل – وليم فرانسيس لنش ضابط من الولايات المتحدة الأمريكية.
- 14 أبريل – جون بيتر ريتشاردسون الثاني سياسي أمريكي.
- 15 أبريل – ناثانيل ب بوردن سياسي أمريكي.

### مايو
- 4 مايو – جورج تاونز سياسي أمريكي.
- 16 مايو – ويليام سيوارد سياسي أمريكي.

### يونيو
- 1 يونيو – بريغهام يونغ سياسي أمريكي.
- 23 يونيو – دانيال سميث دونلسون سياسي من الولايات المتحدة الأمريكية.

### يوليو
- 5 يوليو – ديفيد فاراغوت ضابط من الولايات المتحدة الأمريكية.
- 19 يوليو – روبرت ج . وولكر سياسي أمريكي.

### أغسطس
- 10 أغسطس – روبرت وودورد بارنويل سياسي أمريكي.

### سبتمبر
- 7 سبتمبر – وليام مورغان سياسي أمريكي.

### نوفمبر
- 9 نوفمبر – جيل بوردن مخترع من الولايات المتحدة الأمريكية.

### ديسمبر
- 14 ديسمبر – جوزيف لين سياسي من الولايات المتحدة الأمريكية.

## وفيات

### يناير
- 1 يناير – مارجريتا فوجريس (مواليد 1771) كاتب أمريكي.

### فبراير
- 27 فبراير – جيمس ماديسون الأب (مواليد 1723) مزارع و سياسي أمريكي.

### يونيو
- 14 يونيو – بينيديكت أرنولد (مواليد 1741) ضابط من الولايات المتحدة الأمريكية.

### نوفمبر
- 5 نوفمبر – هامفري مارشال (مواليد 1722) عالم نبات أمريكي.